# ういろう (薬品)

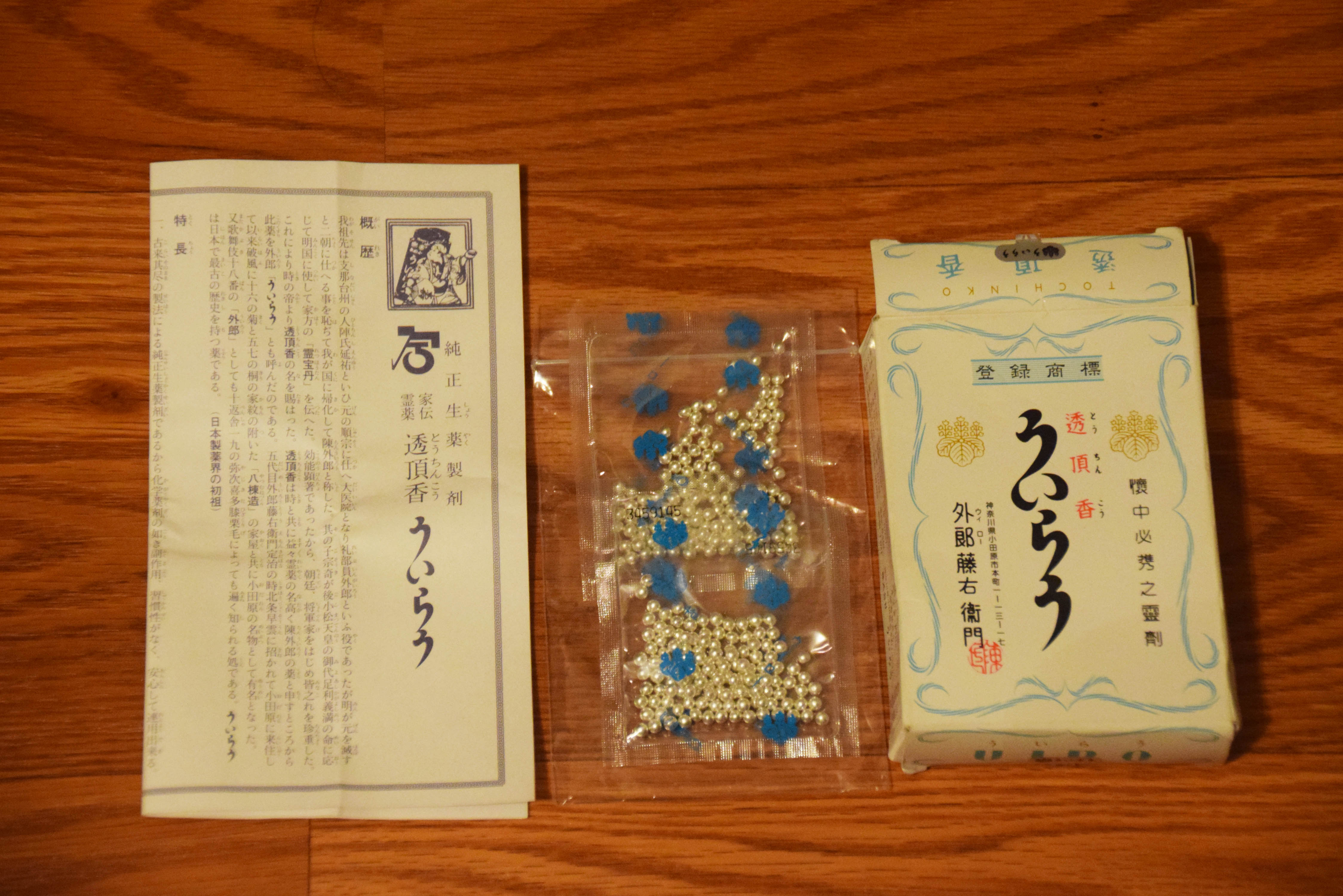
「ういろう」（ういらう）とそのパッケージと説明

ういろう（外郎）は、神奈川県小田原市の外郎家で作られている大衆薬の一種。

## 概要
ういろうは、仁丹と良く似た形状・原料であり、現在では口中清涼・消臭等に使用するといわれる。外郎薬（ういろうぐすり）、透頂香（とうちんこう）とも言う。中国において皇帝の被る冠にまとわりつく汗臭さを打ち消すためにこの薬が用いられたとされる。

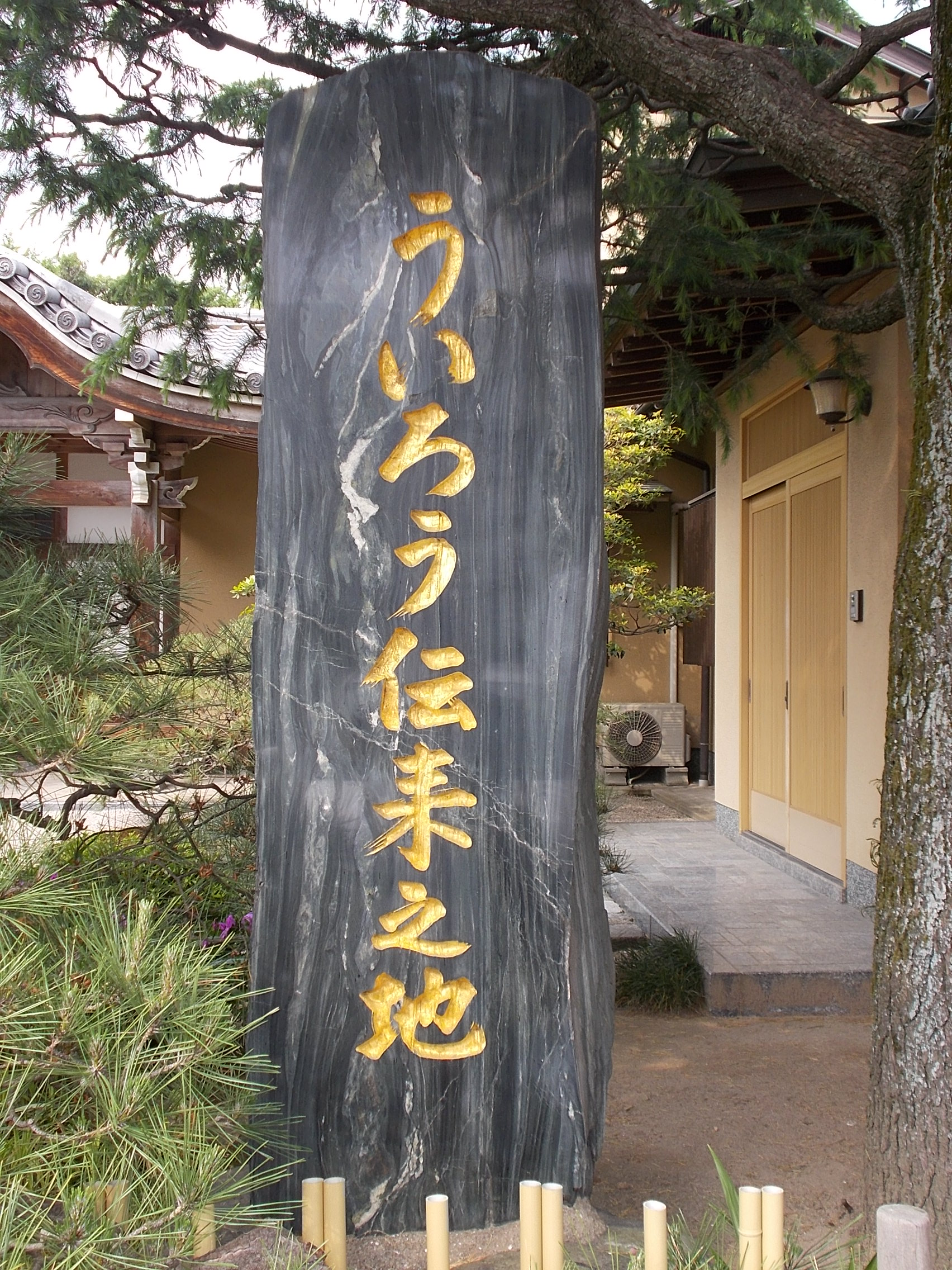
妙楽寺の「ういろう伝来の地」石碑（福岡市博多区）

14世紀の元朝滅亡後、日本へ亡命した旧元朝の外交官（外郎の職）であった陳宗敬の名前に由来すると言われている。陳宗敬は明王朝を建国する朱元璋に敗れた陳友諒の一族とも言われ、日本の博多に亡命し日明貿易に携わり、輸入した薬に彼の名が定着したとされる。室町時代には宗敬の子・宗奇が室町幕府の庇護において京都に居住し、外郎家（京都外郎家）が代々ういろうの製造販売を行うようになった。京都の公家日記の一つである『吉田家日次記』には1402年（応永9年）に陳外郎が京都にあって医事に従事したとする記録がある。宗奇の孫にあたる本家4代目の祖田は足利義政が将軍であった時期の京都での活動が知られ、医薬や日明貿易・連歌を介して桂庵玄樹・亀泉集証・伊勢貞宗・近衛尚通・三条西実隆・中御門宣胤らとの交友で知られている。
戦国時代の1504年（永正元年）には、本家4代目の祖田の子とされる宇野定治（定春）を家祖として外郎家の分家（小田原外郎家）が成立し、北条早雲の招きで小田原でも、ういろうの製造販売業を営むようになった。小田原外郎家の当主は代々、宇野藤右衛門を名乗った。この記録を裏付ける史料はないものの、この時期に陳祖田の被官とされる「宇野藤五郎」という人物が京都から駿河国の今川氏親の下に下向したと記録されている。北条早雲（伊勢盛時）は氏親の後見人の立場であったことから藤五郎と面識があったことが十分に考えられ、この藤五郎は定治本人かその身内と考えられている。更に異説として『新編相模国風土記稿』には外郎家が京都から小田原に下向して北条氏綱が宅地を与えたとする説を載せるが、氏綱が当主になって間もない大永年間には小田原外郎家の活動が確認できる。従って、永正元年が事実ではないとしても永正年間に北条早雲・氏綱父子と外郎家の間に関係が成立して、その関係で小田原に移住した可能性は高い。1539年（天文8年）に宇野藤右衛門は北条氏綱から河越城郊外の今成郷を与えられ、『小田原衆所領役帳』にも今成にて200貫465文を与えられた馬廻衆の格式で記載されるなど、小田原外郎家は後北条家から所領を与えられて御用商人としての役割を果たしたとみられている。後北条家滅亡後は、豊臣家、江戸幕府においても保護がなされ、苗字帯刀が許された。なお、京都外郎家は現在は断絶している。

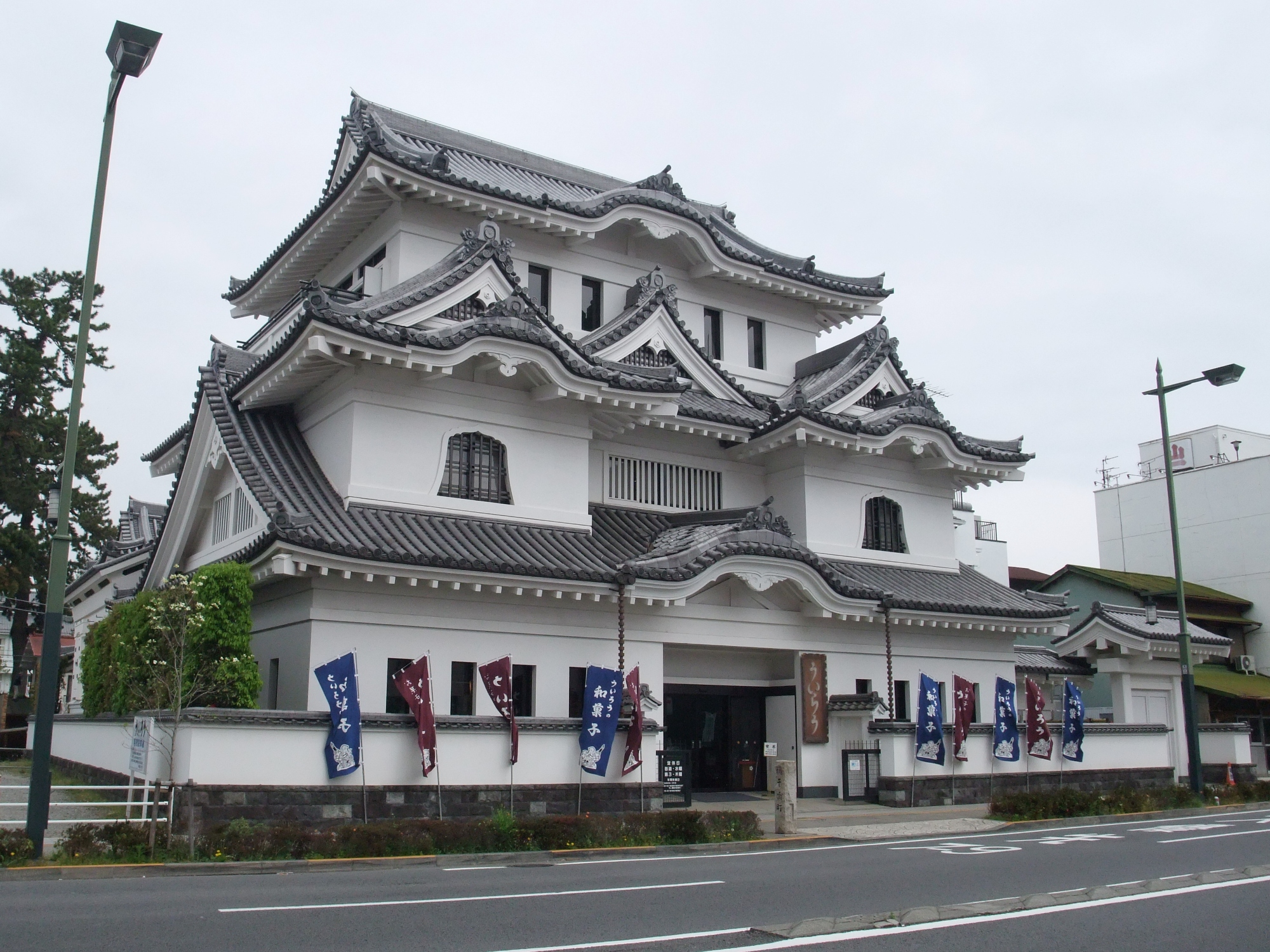
ういろう社（小田原市）

江戸時代には去痰をはじめとして万能薬として知られ、東海道・小田原宿名物として様々な書物やメディアに登場した。『東海道中膝栗毛』では主人公の喜多八が菓子のういろうと勘違いして薬のういろうを食べてしまうシーンがある。歌舞伎十八番の一つで、早口言葉にもなっている「外郎売」は、曾我五郎時致がういろう売りに身をやつして薬の効能を言い立てるものである。これは二代目市川團十郎が薬の世話になったお礼として創作したもので、外郎家が薬の行商をしたことは一度もない。
ういろうを売る店舗は城郭風の唐破風造りの建物で、一種の広告塔になったが、関東大震災の際に倒壊し、再建されている。
太平洋戦争中は企業統合により製薬企業及び薬品が統合されていったが、ういろうはそうした状況においても処方・製法が維持された。
現在も外郎家が経営する薬局で市販されているが、購入には専門の薬剤師との相談が必要である。